# باتایپورا
باتایپورا (به پرتغالی: Batayporã) یک منطقهٔ مسکونی در برزیل است که در ماتوگروسو جنوبی واقع شده‌است. باتایپورا ۱٬۸۲۸ کیلومتر مربع مساحت و ۱۱٬۳۴۹ نفر جمعیت دارد.